# 류선우
류선우(柳善祐, 유선우, 1935년 9월 22일 ~ 2007년 10월 15일)는 대한민국의 언론인, 기업가, 평론가, 정치인, 대학 교수, 사회운동가, 저술가이다. 본관(관향)은 풍산(豊山)이며 서애 류성룡 선생의 12대 후손이기도 하다. 호(號)는 산남(山南)· 황마(黃馬)· 훈환(燻煥, 壎桓, 薰煥).

## 생애

### 어린 시절
경상북도 예천에서 출생하였고 지난날 한때 경상북도 경주에서 잠시 유아기를 보낸 적이 있는 그는 1938년 이후 경상북도 안동에서 성장하였다.

### 학력
- 1958년 청구대학교 법학과 학사

#### 비학위 수료
- 1966년 서울대학교 신문대학원 신문학연구과정 수료
- 1980년 서울대학교 경영대학원 최고경영자과정 수료

### 주요 경력
- 1959년 대구매일신문 기자.
- 1973년 대구매일신문 편집국 정치부 부장
- 1974년 대구매일신문 편집국 편집부 부장.
- 1975년 대구매일신문 편집국 부국장(1976년 퇴임).
- 1976년 국제 Civitan Club 한국본부 청소년분과위원장(1979년 퇴임).
- 1977년 풍산그룹 상무이사(1981년 퇴임).
- 1981년 대한테니스협회 총무실장(1981년 퇴임).
- 1981년 봉명그룹 상임고문(1983년 퇴임).
- 1983년 한국국제교류재단 상임감사(1989년 퇴임).
- 1983년 시사평론가 등단.
- 1984년 음악평론가 등단.
- 1985년 영화평론가 등단.
- 1986년 연극평론가 등단.
- 1987년 미술평론가 등단.
- 1987년 정치평론가 등단.
- 1988년 문화평론가 등단.
- 1989년 홍익대학교 초빙교수(1990년 퇴임).
- 1990년 토담아르떼클럽 회장(1998년 아르떼기획 회장 이임).
- 1990년 한국프레스센터 관리운영위원장(1993년 퇴임).
- 1993년 한국도로교통안전공단 감사(1994년 퇴임).
- 1993년 교통관광TV 감사(1995년 퇴임).
- 1994년 문화체육부 문화산업자문위원(1995년 퇴임).
- 1995년 신한국당 국제협력위원(1996년 퇴임. 이후 정당 당속 전력: 1995년 신한국당 → 1996년 무소속(신한국당 탈당) → 1997년 한나라당(한나라당 입당) → 1998년 무소속(한나라당 탈당).)
- 1996년 단국대학교 전임강사(1997년 퇴임).
- 1996년 스포츠 평론가 등단.
- 1997년 한나라당 민원정책위원(1998년 퇴임).
- 1998년 아르떼기획 회장(2006년 퇴임).
- 2001년 우석대학교 초빙교수(2001년 퇴임).
- 2002년 대한언론인협회 기획위원(2002년 퇴임).

## 작품

### 시사 평론
- 1983년 《동양적 인간관계에 대한 고찰》

### 음악 평론
- 1984년 《가수 남인수의 사랑과 명운》

### 영화 평론
- 1985년 《영화감독 이만희의 사랑과 명운》

### 연극 평론
- 1986년 《임성구와 혁신단》
- 1995년 《오랜 지기지우 이해랑과 김동원》

### 미술 평론
- 1987년 《조석진과 안중식이 주축을 이룬 조선서화협회》
- 1994년 《나이 어린 이모부뻘 김환기와 나이 든 처이질뻘 구본웅의 기묘한 동료 미술가 관계》

### 정치 평론
- 1987년 《광란의 1919년 에이레... 에이레 자유국은 왜 브리튼 군주국을 뿌리치었는가?》

### 문화 평론
- 1988년 《올림픽과 월드컵은 대중문화 분야에 어떠한 영향으로 주입될까?》

### 스포츠 평론
- 1996년 《대한민국 축구 및 야구 1세대 대부 이영민의 성공과 불행》
- 2006년 《연대 농구팀과 고대 농구팀의 1990년대 역대급 쾌거》